# Crudaria leroma
Crudaria leroma är en fjärilsart som beskrevs av Hans Daniel Johan Wallengren 1857. Crudaria leroma ingår i släktet Crudaria och familjen juvelvingar. Inga underarter finns listade i Catalogue of Life.